# Matanaka Farm

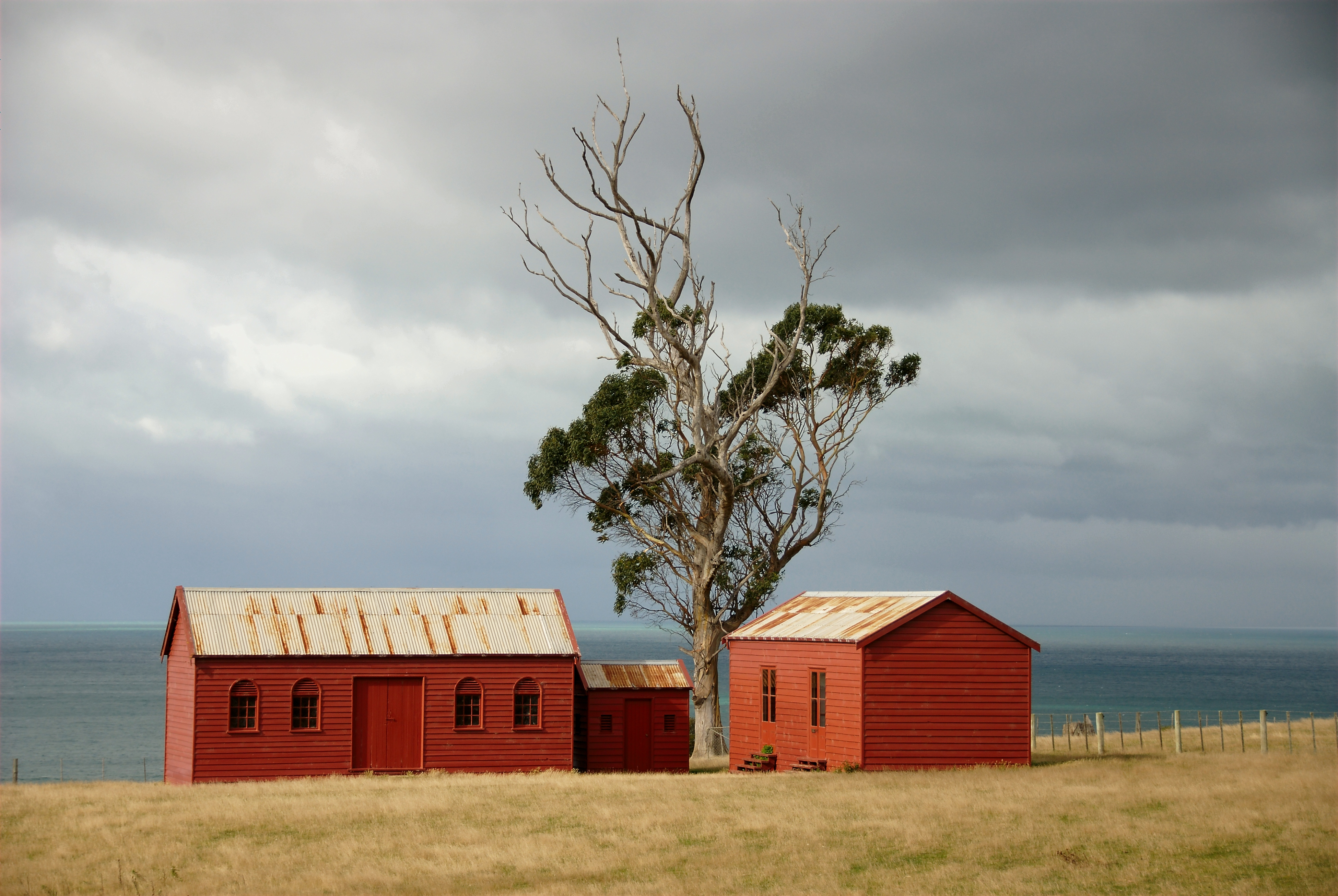
Matanaka Farm (Schulhaus, Toilettenhaus und Getreidespeicher)

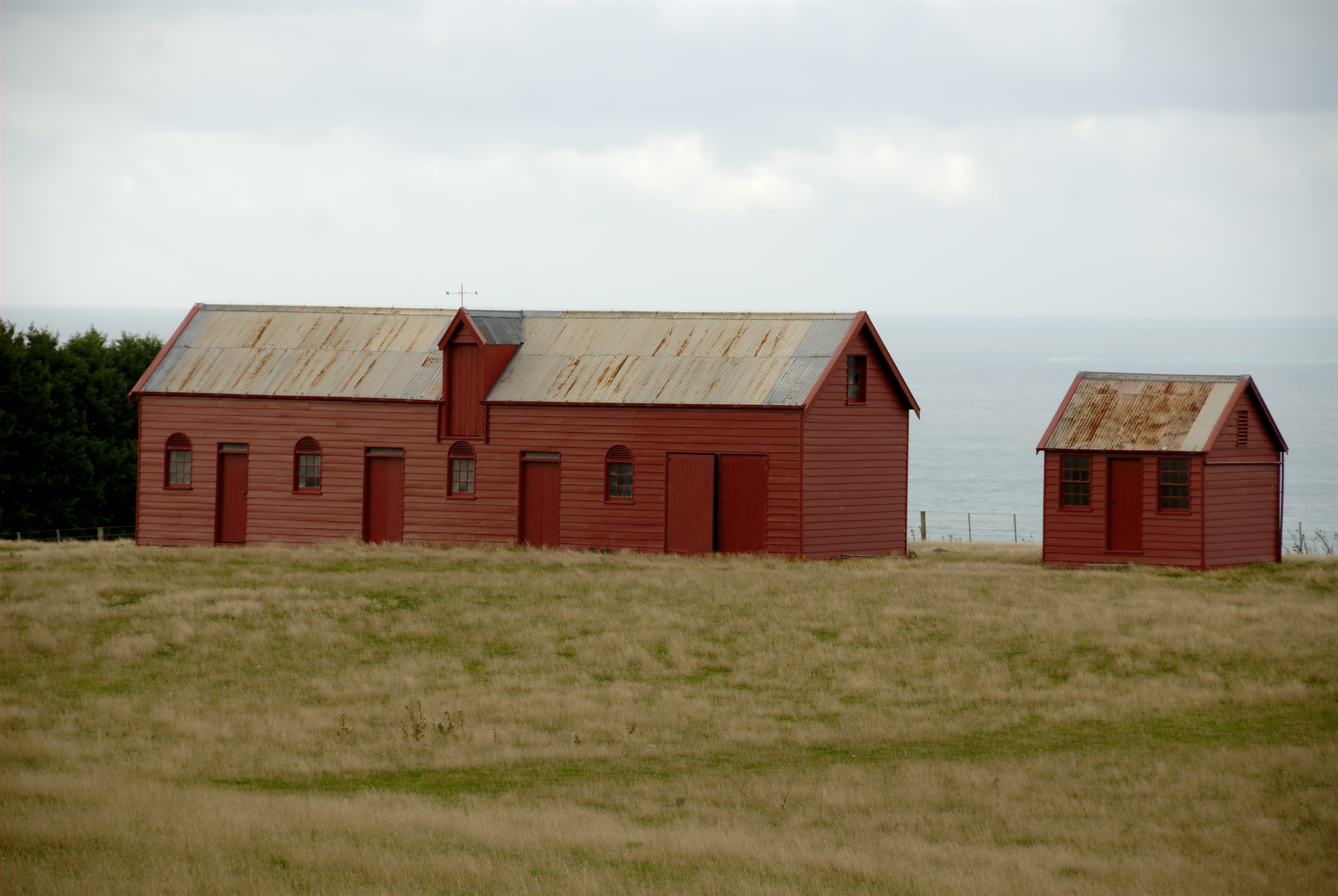
Pferdestall und kleines Lagerhaus

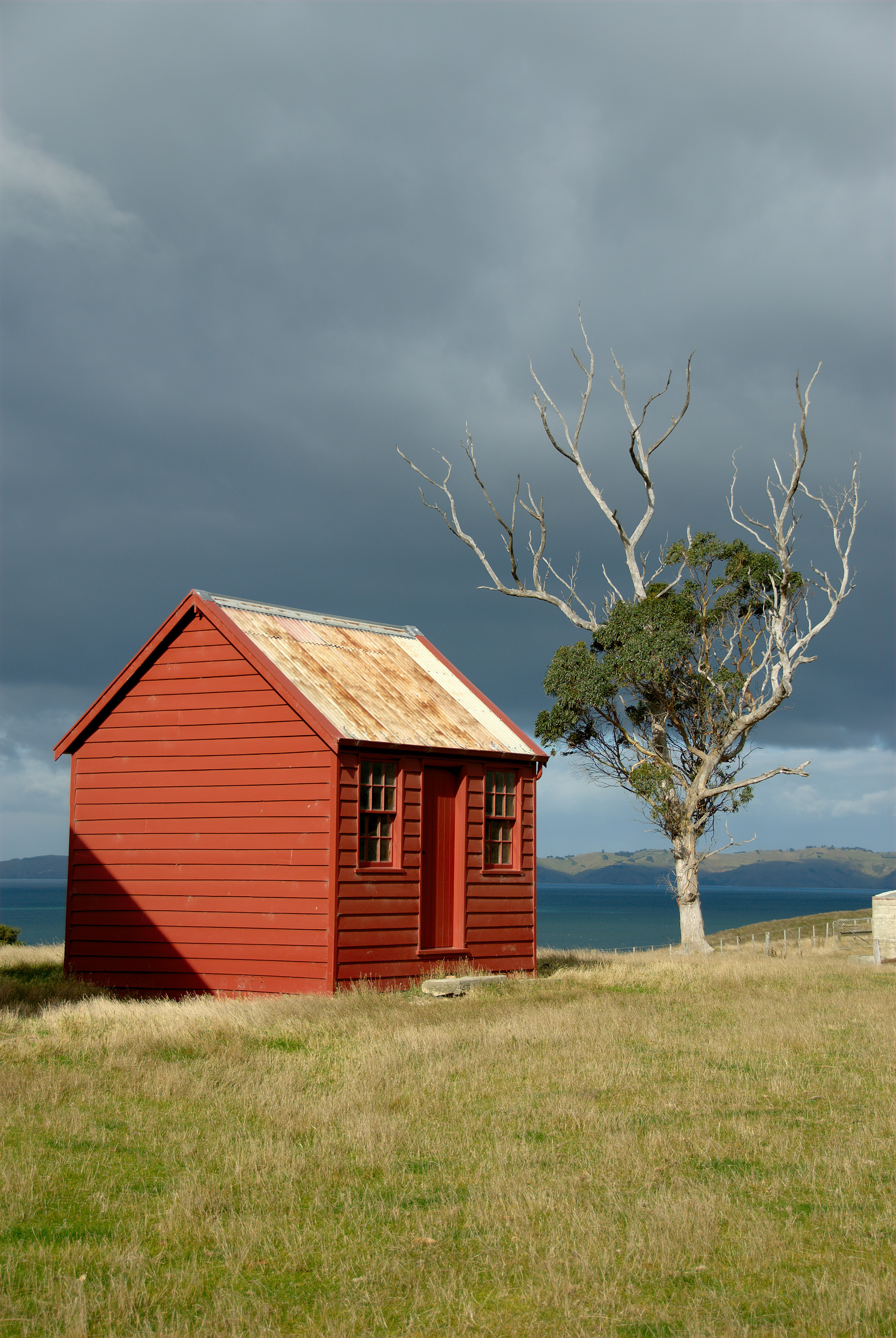
Das kleine Lagerhaus

Die Matanaka Farm, um etwa 1840 an der Küste Waikouaiti's angelegt, war nach westlichem Vorbild und Vorstellungen die erste Farm in Otago auf der Südinsel Neuseelands. Die bis heute verbliebenen Gebäude auf dem Farmland gelten als die ältesten noch erhaltenen Farmgebäude in Neuseeland. Aus diesem Grund wurde die Farm am 11. Dezember 2009 vom New Zealand Historic Places Trust als schützenswerter Ort in die Kategorie I übernommen.

## Gebäude-Ensemble
Es wird angenommen, dass die Farm um etwa 1840 angelegt wurde. Die heute noch bestehenden Farmnebengebäude wurden über die Zeit hin unterschiedlich genutzt und zum Teil auch verschoben.
Folgenden Gebäude befinden sich noch auf der Farm:
- Das Schulhaus, ursprünglich um 1840 als erstes Gebäude als Scheune erbaut, wurde 1852 als Schule eingerichtet und später an den Ort verschoben, an dem es sich heute noch befindet.
- Die Toilette, 3-sitzig ausgeführt, befand sich einst neben dem Wohnhaus und steht seit 1976 neben dem Schulhaus als Anbau.
- Ein Getreidespeicher steht heute neben dem Schulhaus.
- Ein Pferdestall befindet sich einige 10 Meter von dem Schulhaus entfernt.
- Ein kleines Lagerhaus steht neben dem Pferdestall.

Das gesamte Ensemble wurde 1977 im Auftrag vom Ministry of Work restauriert und als Museum der Öffentlichkeit zugänglich gemacht. Ein Getreidespeicher, der kurz nach 1975 abgebrochen wurde und ein Taubenschlag, der 1935 abgebrannt war, wurden nicht wieder aufgebaut. 

## Geschichte
Die Anlage der Farm geht zurück auf den australischen Walfänger und Geschäftsmann John Jones, der 1838 von einem insolventen Geschäftsmann aus Sydney eine Walfangstation und Land in Waikouaiti übernahm und 1840 Familien in Sydney überzeugte in Waikouaiti zu siedeln. Die ersten Siedler kamen im April 1840. Jones setzte damit die erste organisierte Besiedelung auf der Südinsel durch westliche Einwanderer in Gang. Es wird angenommen, dass 1841 bereits einige Farmgebäude auch für die Farmarbeiter in der Nachbarschaft der Farm bestanden. Jones selbst siedelte auch mit seiner Familie, war aber zunächst noch an Walfang interessiert. Nachdem der Walfang keine guten Geschäfte mehr versprach, konzentrierte sich Jones um etwa 1850 auf die Farmwirtschaft und wurde so zu dem Lebensmittellieferant der Siedlung und später auch für das 1848 gegründete Dunedin, das wenige Kilometer südlich gelegen war.
1854 verließ Jones mit seiner Familie die Farm und zog nach Dunedin. Sein Sohn William übernahm danach die Matanaka Farm, bis es auch ihn in das prosperierende Dunedin zog. 1871 wurde die Farm an McLeod Orbell, dem ersten Bürgermeister der Siedlung Hawksbury, vermietet. 1878 wechselte die Farm ihren Besitzer und sollte noch weitere dreimal verkauft werden, bis ihr letzter Besitzer, Monty Ericson die Matanaka Farm 1976 an den New Zealand Historic Places Trust verschenkte.
Die Matanaka Farm gehört heute mit zum Stadtgebiet von Dunedin.